# 亚东肋柱花
亚东肋柱花（学名：Lomatogonium chumbicum）为龙胆科肋柱花属下的一个种。

## 扩展阅读
- 維基物種上的相關：亚东肋柱花